# KSK Kieldrecht
KSK Kieldrecht is een voetbalclub uit Kieldrecht in de Belgische provincie Oost-Vlaanderen. De club treedt aan in de lagere provinciale reeksen Deze club was de eerste club in Oost-Vlaanderen die zijn competitiewedstrijden op kunstgras afwerkte. De club werd in 1934 opgericht en is bij de KBVB aangesloten met stamnummer 4213. Het stadion, genaamd het Kriekeputtestadion, heeft een zittribune die plaats biedt aan zo'n 250 toeschouwers.
De club is in 1991, 1992 en 2018 kampioen geweest in zijn provinciale reeks.

## Geschiedenis
In 1991 kroonde KSK Kieldrecht zich tot kampioen in Vierde Provinciale. De kampioenenwedstrijd werd gewonnen tegen KFC Moerbeke met 4-0. Opvallend was, dat bijna de volledige kern uit spelers bestond welke hun opleiding bij KSK Kieldrecht volbrachten.
Direct na de titel in Vierde pakte de club in 1991/92 in Derde Provinciale de titel. KSK Kieldrecht ging als kersvers derdeprovincialer van start met dezelfde jonge kern van het jaar ervoor. Onder impuls van deze laatste ging KSK Kieldrecht weer op een promotie af. Deze werd definitief afgedwongen in de kampioenenwedstrijd op het terrein van Zaffelare met een einduitslag van 0-2.